# أتابك

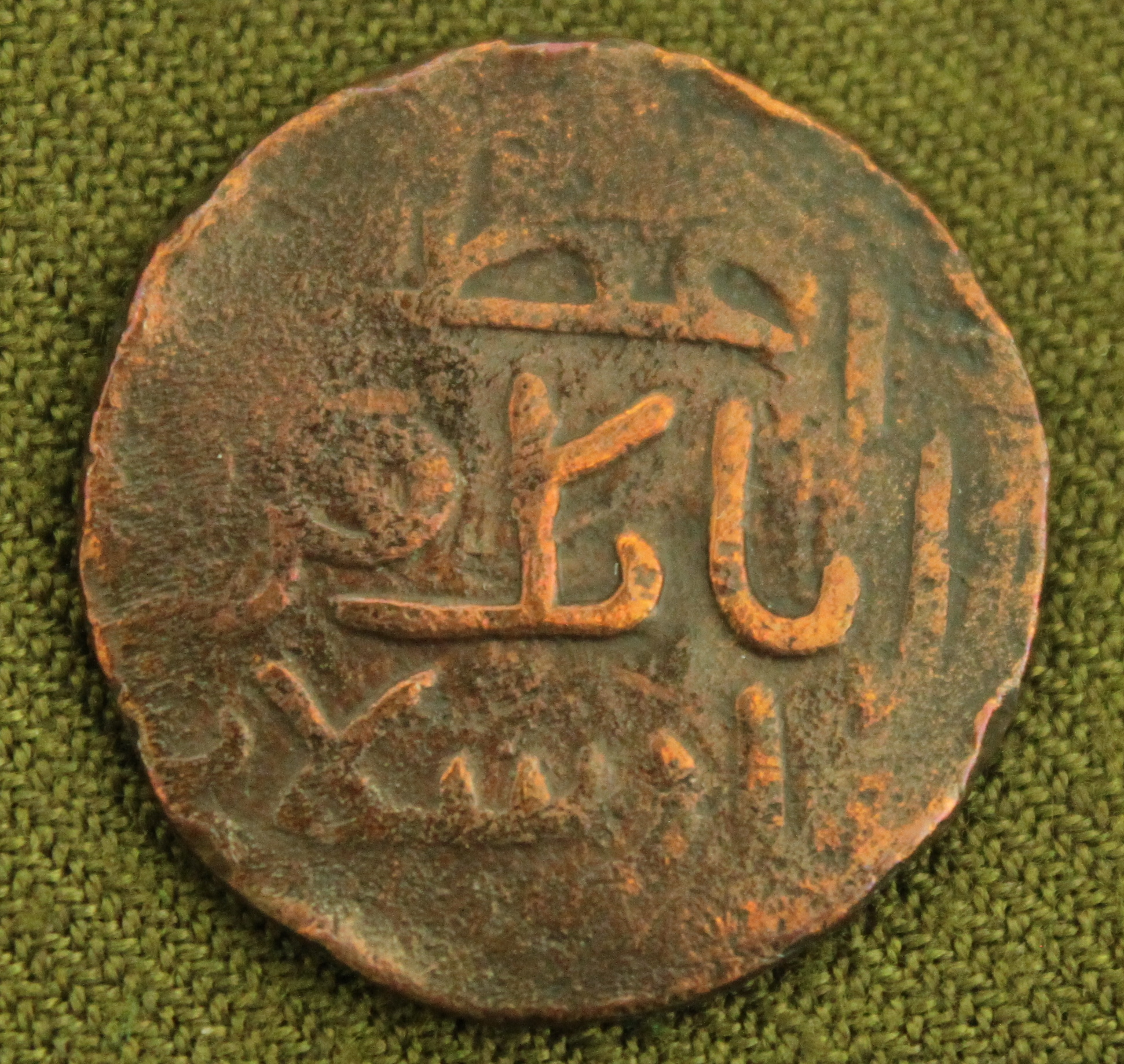

أتابك (الأصل آتا = أبٌ، بك = سيد) لقب تركي أطلقه السلاجقة والمماليك على بعض رجال البلاط والوزراء والقادة، ومعناه: القائد أو الحاكم العسكري.
وأول من لقب بهذا اللقب نظام الملك وزير السلطان ملكشاه السلجوقي
تمكن بعض الأتابكة من السيطرة على الحكم في القرن 12 في بلاد فارس وبلاد الشام. أشهرهم أتابكة آذربيجان وفارس وسلالة بوري بن طغتكين في دمشق والزنكيون في الموصل والشام.

## مصدر
1. ↑  "أتابك". المعجم الكبير. مجمع اللغة العربية، القاهرة. مؤرشف من الأصل في 12 أبريل 2020. اطلع عليه بتاريخ تشرين 2012. {{استشهاد ويب}}: تحقق من التاريخ في: |تاريخ الوصول= (مساعدة)صيانة الاستشهاد: BOT: original URL status unknown (link)
2. ↑  موقع قصة الإسلام

- المنجد في اللغة والأعلام.
- أتابك العسكر في مصر عصر دولة المماليك (648-923هـ /1250-1517م) - أحمد عبد الفتاح حسين، رسالة ماجستير، جامعة الفيوم 2015م